# ProB 2008/09
Die Saison 2008/09 ist die zweite Spielzeit der deutschen Basketball-Spielklasse ProB. Die ProB ist die zweite Staffel der hierarchisch strukturierten 2. Basketball-Bundesliga. Die reguläre Saison begann am 3. Oktober 2008 und endete am 25. April 2009.

## Modus
An der Liga nahmen 16 Mannschaften teil. Die beiden bestplatzierten Vereine erwarben das sportliche Teilnahmerecht an der ProA. Die vier schlechtesten Mannschaften stiegen in die in vier Divisionen (Nord, Süd-West, Süd-Ost, West) aufgeteilten Regionalligen ab.

### Anforderungen
Die teilnehmenden Mannschaften mussten:
- in einer Halle spielen, die über 300 Sitzplätze verfügt.
- sechs Spieler, die im Besitz der deutschen Staatsbürgerschaft sind, im Kader haben.

Während des Spieles mussten pro Mannschaft immer zwei deutsche Spieler auf dem Spielfeld stehen, die deutschen Spieler waren mit einer deutschen Flagge auf den Trikots markiert.
Es konnten höchstens 18 Spieler je Saison und Mannschaft eingesetzt werden. Davon mussten mindestens neun die deutsche Staatsangehörigkeit besitzen. Von den maximal zwölf je Spiel einsetzbaren Spielern mussten mindestens sechs Deutsche sein. Es gab Doppellizenzen für Spieler der Altersklasse U24 mit der Basketball-Bundesliga und für U22-Spieler aus den Regionalligen (und darunter). Diese Spieler zählten nicht zu den 18 maximal einsetzbaren Spielern, wohl aber zur nationalen Quote (sofern sie deutsch waren).

## Saisonnotizen
- Die SOBA Dragons Rhöndorf verzichteten zugunsten ihres Nachwuchsförderungskonzept auf die Teilnahme in der ProA und werden in der Saison 2008/09 in der ProB spielen. Dadurch konnte trotz letztjährigen sportlichen Abstiegs der BV Chemnitz 99 in der ProA verbleiben.
- Der Absteiger aus der ProA war: Franken Hexer.
- Die vier Aufsteiger aus den Regionalligen  waren: TG Renesas Landshut, ASC Theresianum Mainz, P4two Ballers Osnabrück und UBC Tigers Hannover.
- Eigentlicher Aufsteiger aus der Regionalliga Südost war der FC Bayern München. Da man jedoch die ProA-Lizenz der Düsseldorf Magics übertragen bekam, konnte der Vize-Meister der Regionalliga Südost, die TG Renesas Landshut aufsteigen.
- Bezüglich des Ziels der AG 2. Basketball-Bundesliga, deutsche Spieler besonders zu fördern, veröffentlichte die Arbeitsgemeinschaft der Vereine am Saisonende eine umfangreiche Auswertung.[2]

## Saisonbestmarken
| Kriterium       | Wert | Spieler                            |
| --------------- | ---- | ---------------------------------- |
| Punkte          | 43   | Connor Whitman (Wolfenbüttel)      |
| Rebounds        | 21   | Mike Zuiderveen (Mainz)            |
| Dreier          | 12   | Connor Whitman (Wolfenbüttel)      |
| Zweier          | 12   | Kendall Chones (Herten)            |
| Assists         | 16   | Horace Wormely (Landshut)          |
| Ballgewinne     | 8    | Anish Sharda (Mainz)               |
| Geblockte Würfe | 5    | Steffen Behrens (Braunschweig)     |
| Effektivität    | 48   | Christian Standhardinger (Ehingen) |

## Tabelle
|  | = Aufstiegsplätze |
|  | = Abstiegsplätze  |

| \| # \| Team \| Siege \| Niederlagen \| Punkte \| Körbe \| \| -- \| ----------------------------- \| ----- \| ----------- \| ------ \| --------- \| \| 1 \| Proveo Merlins Crailsheim \| 24 \| 6 \| 48:12 \| 2561:2299 \| \| 2 \| Herzöge Wolfenbüttel \| 22 \| 8 \| 44:16 \| 2653:2478 \| \| 3 \| Hertener Löwen \| 20 \| 10 \| 40:20 \| 2396:2297 \| \| 4 \| Soba Dragons Rhöndorf \| 19 \| 11 \| 38:22 \| 2458:2329 \| \| 5 \| P4two Ballers Osnabrück \| 18 \| 12 \| 36:24 \| 2591:2542 \| \| 6 \| SUM Baskets Braunschweig \| 14 \| 16 \| 28:32 \| 2395:2478 \| \| 7 \| Erdgas Ehingen/Urspringschule \| 14 \| 16 \| 28:32 \| 2356:2371 \| \| 8 \| TSV Tröster Breitengüßbach \| 14 \| 16 \| 28:32 \| 2350:2395 \| \| 9 \| RSV Eintracht Stahnsdorf \| 14 \| 16 \| 28:32 \| 2459:2577 \| \| 10 \| UBC Hannover \| 13 \| 17 \| 26:34 \| 2475:2514 \| \| 11 \| ASC Theresianum Mainz \| 13 \| 17 \| 26:34 \| 2450:2512 \| \| 12 \| TG Renesas Landshut \| 13 \| 17 \| 26:34 \| 2570:2632 \| \| 13 \| USC Freiburg \| 13 \| 17 \| 26:34 \| 2408:2417 \| \| 14 \| München Basket \| 12 \| 18 \| 24:36 \| 2468:2487 \| \| 15 \| Franken Hexer \| 9 \| 21 \| 18:42 \| 2261:2343 \| \| 16 \| BIS Baskets Speyer \| 8 \| 22 \| 16:44 \| 2264:2444 \| |                               |       |             |        |           |
| # | Team                          | Siege | Niederlagen | Punkte | Körbe     |
| 1 | Proveo Merlins Crailsheim     | 24    | 6           | 48:12  | 2561:2299 |
| 2 | Herzöge Wolfenbüttel          | 22    | 8           | 44:16  | 2653:2478 |
| 3 | Hertener Löwen                | 20    | 10          | 40:20  | 2396:2297 |
| 4 | Soba Dragons Rhöndorf         | 19    | 11          | 38:22  | 2458:2329 |
| 5 | P4two Ballers Osnabrück       | 18    | 12          | 36:24  | 2591:2542 |
| 6 | SUM Baskets Braunschweig      | 14    | 16          | 28:32  | 2395:2478 |
| 7 | Erdgas Ehingen/Urspringschule | 14    | 16          | 28:32  | 2356:2371 |
| 8 | TSV Tröster Breitengüßbach    | 14    | 16          | 28:32  | 2350:2395 |
| 9 | RSV Eintracht Stahnsdorf      | 14    | 16          | 28:32  | 2459:2577 |
| 10 | UBC Hannover                  | 13    | 17          | 26:34  | 2475:2514 |
| 11 | ASC Theresianum Mainz         | 13    | 17          | 26:34  | 2450:2512 |
| 12 | TG Renesas Landshut           | 13    | 17          | 26:34  | 2570:2632 |
| 13 | USC Freiburg                  | 13    | 17          | 26:34  | 2408:2417 |
| 14 | München Basket                | 12    | 18          | 24:36  | 2468:2487 |
| 15 | Franken Hexer                 | 9     | 21          | 18:42  | 2261:2343 |
| 16 | BIS Baskets Speyer            | 8     | 22          | 16:44  | 2264:2444 |

## Durchschnittliche Zuschauerzahlen
| Stadt          | Besucher | Vorjahr      | Entwicklung |
| -------------- | -------- | ------------ | ----------- |
| Hannover       | 1.068    | Regionalliga | –           |
| Landshut       | 403      | Regionalliga | –           |
| Braunschweig   | 1.020    | 977          | +4,4 %      |
| Breitengüßbach | 350      | 317          | +15,5 %     |
| Crailsheim     | 1.239    | 1.204        | +5,3 %      |
| Ehingen        | 562      | 538          | +2,6 %      |
| Mainz          | 525      | Regionalliga | –           |
| Freiburg       | 563      | 504          | +10,5 %     |
| Herten         | 757      | 639          | +15,0 %     |
| Nürnberg       | 602      | 597          | +0,8 %      |
| Rhöndorf       | 717      | 803          | −10,8 %     |
| Osnabrück      | 1.004    | Regionalliga | –           |
| München        | 320      | 392          | −22,5 %     |
| Speyer         | 377      | 450          | −19,9 %     |
| Stahnsdorf     | 378      | 297          | +22,3 %     |
| Wolfenbüttel   | 544      | 493          | +1,2 %      |
| Gesamt         | 652      | 681          | −4,3 %      |

Höchste Zuschauerzahl bei einem Spiel: 3.000 (Crailsheim)

## Führende der Mannschaftsstatistiken
Defensiv beste Mannschaft: Hertener Löwen (76,6 Punkte pro Spiel)

Defensiv schlechteste Mannschaft: TG Renesas Landshut (87,7 PpS)
Offensiv beste Mannschaft: Herzöge Wolfenbüttel (88,4 PpS)

Offensiv schlechteste Mannschaft: Franken Hexer (75,4 PpS)

## Führende der Spielerstatistiken
| Kategorie                | Spieler              | Team         | Wert |
| ------------------------ | -------------------- | ------------ | ---- |
| Punkte pro Spiel         | Ivan Douglas Jenkins | Braunschweig | 23,2 |
| Rebounds pro Spiel       | Mike Zuiderveen      | Mainz        | 13,1 |
| Assists pro Spiel        | Horace Wormely       | Landshut     | 7,0  |
| Steals pro Spiel         | Gary Johnson         | Herten       | 3,1  |
| Blocks pro Spiel         | Jonathan Clark       | Stahnsdorf   | 1,2  |
| Dreipunktewurf pro Spiel | Connor Whitman       | Wolfenbüttel | 3,5  |

## Ehrungen 2008/09

### Spieler des Monats
- Oktober: Chris Rojik (PF, , SOBA Dragons Rhöndorf)
- November: Mike Zuiderveen (C, , ASC Theresianum Mainz)
- Dezember: John Griffin (PG, , Proveo Merlins Crailsheim)
- Januar: Christian Standhardinger (SF, , Erdgas Ehingen/Urspringschule)
- Februar: Sean Brooks (PF, , Proveo Merlins Crailsheim)
- März: Frank Theis (PF, , Herzöge Wolfenbüttel)

### Youngster des Monats
- Oktober: Karsten Tadda (PG, , TSV Tröster Breitengüßbach)
- November: Christian Standhardinger (SF, , erdgas Ehingen/Urspringschule)
- Dezember: Kevin Schaffartzik (PG, , RSV Eintracht Stahnsdorf)
- Januar: Elias Harris (SF, , BIS Baskets Speyer)
- Februar: Erik Land (C, , TSV Tröster Breitengüßbach)
- März: Bastian Doreth (PG, , Franken Hexer)

### Awards 2009
- Spieler des Jahres: Chris Rojik (PF, , SOBA Dragons Rhöndorf)
- Youngster des Jahres: Karsten Tadda (PG, , TSV Tröster Breitengüßbach)
- Trainer des Jahres: Ingo Enskat (, Proveo Merlins Crailsheim)
- Schiedsrichter des Jahres: Herbert Schmidt (Lauterbourg)